# Abfall-Zwischenlager Stade
Das Abfall-Zwischenlager Stade (AZS; ehemals Lager für radioaktive Abfälle Stade (LarA)) ist ein Lager für schwach- und mittelradioaktive Abfälle am Standort des Kernkraftwerks Stade.

## Geschichte
Das Lager wurde im Juli 2007 in Betrieb genommen. Seit dem 1. Januar 2020 ist die BGZ Gesellschaft für Zwischenlagerung die Betreibergesellschaft des AZS.
Die Genehmigung ist bis 2047 befristet.

## Daten
Das Lager ist etwa 66 m lang, 25 m breit und 13 m hoch und für ein Aktivitätsinventar von bis zu 1 × 1017 Bq genehmigt.

## Meldepflichtige Ereignisse
Bisher kam es zu keinen meldepflichtigen Ereignissen nach der Atomrechtlichen Sicherheitsbeauftragten- und Meldeverordnung.